# 山本熊一
山本 熊一（日语：／ Yamamoto Kumaichi */?，1889年4月8日—1963年1月17日），日本外交官。历任日本外務省次长，大東亞省次官，駐泰国特命全权大使等职务。

## 经历
山口县出身。1912年毕业于东亚同文书院，通过了高等文官考试。从1920年开始，历任外务事务官、日本驻土耳其大使馆三秘、外務省通商局工作人员、驻英国大使馆二秘、驻满洲国大使馆二秘和一秘、外务省调查部第五课长、通商局长。1940年升任外务省东亚局长，1941年10月兼任外务省美国局长。1942年担任外務次官，同年转任大东亚次官。1944年被任命为日本驻泰国大使。第二次世界大战日本战败后，被公职追放。
1950年代积极参与恢复中日贸易事业，多次访华。1957年3月，因日本国际贸易促进协会会长村田省藏突然逝世，而被选为临时会长。此后任会长。
因患多发性骨髓瘤医治无效，于1963年1月17日下午在东京逝世。享年73岁。

## 脚注
1. ↑  総理庁官房監査課 (编).  . 日比谷政経会. 1949: 738.
2. ↑  . 人民日报. 1957年3月17日: 第7版.
3. ↑  . 人民日报. 1963年1月19日: 第4版.